# Ingeniero Juárez
Ingeniero Juárez – miasto w Argentynie, w prowincji Formosa, stolica departamentu Matacos.
Według danych szacunkowych na rok 2010 miejscowość liczyła 12 798 mieszkańców.